# Aletschhorn
L'Aletschhorn  és una muntanya de 4.195 metres que es troba al cantó de Valais a Suïssa.